# Вершинин, Сергей Яковлевич
Серге́й Я́ковлевич Верши́нин (1896—1970) — депутат Верховного Совета СССР 1-го созыва, начальник Главного Управления пожарной охраны НКВД СССР, один из организаторов большого террора в Рязанской области, генерал-майор (1943). Входил в состав особой тройки НКВД СССР.

## Биография
Родился в русской семье кузнеца.
Образование — 4 класса церковно-приходского училища Симбирска и Симбирское ремесленное училище для сирот в 1913 году. Подмастерье в ремесленном училище Симбирска с сентября 1913 по июнь 1917.
Рядовой химической команды 96-го пехотного полка с июня по декабрь 1917. После службы вернулся подмастерьем в ремесленное училище Симбирска, где проработал с декабря 1917 по сентябрь 1919. В РКП(б) с марта 1919.
Рядовой, секретарь следственной части революционного военного трибунала 5-й армии на Восточном фронте гражданской войны в России с сентября 1919 по октябрь 1920.
Работал в органах ВЧК, секретарь особого отдела 5-й армии, начальник пограничного отделения особого отдела 5-й армии до сентября 1921.
Начальник организационно-административной части Особого отдела Западно-Сибирского военного округа с сентября 1921 по апрель 1922. Курсант Высшей пограничной школы ОГПУ при СНК СССР с сентября 1924 по сентябрь 1925. Начальник 58-го Никольско-Уссурийского погранотряда ОГПУ (1926—1930). Начальник Оперативного отдела Управления пограничных войск и войск ГПУ Полномочного представительства ОГПУ по Казакской АССР (1930—1932).
Начальник Инспекции войск ОГПУ Полномочного представительства ОГПУ по Западной Промышленной области (1932—1934). Начальник 33-го Сочинского погранотряда ОГПУ—НКВД (1934—1935). Начальник Управления пограничной и внутренней охраны Управления НКВД по Калининской области (1935—1937).
Начальник Управления НКВД Рязанской области с 28 сентября 1937 по 22 мая 1938, входил в состав тройки НКВД по Рязанской области.
Начальник Главного управления пожарной охраны НКВД СССР с 29 сентября 1938 по 7 сентября 1939.
Начальник Тайшетского лагеря НКВД для военнопленных с 17 декабря 1939 по март 1940.
Начальник Норильского ИТЛ НКВД с апреля 1940 по 1941. Заместитель начальника Норильского комбината НКВД и ИТЛ до февраля 1941.
В резерве НКВД СССР с марта по июль 1941.
Начальник оперативной группы истребительного батальона НКВД на Карельском фронте с 19 июля 1941 по июнь 1942. Начальник штаба партизанского движения Карельского фронта с 30 мая 1942 по октябрь 1942. В 1942—1944 годах член Военного Совета Карельского фронта, представитель Центрального Штаба партизанского движения в КФССР. Лично разрабатывал и проводил оперативные и боевые операции Партизанского движения Карело-Финского фронта, жил в одной землянке с Ю. В. Андроповым.
Представитель уполномоченного Совета Народных Комиссаров СССР (затем Совета Министров СССР) по делам репатриации граждан СССР в Западной Германии с апреля 1945 года.
Начальник Управления по репатриации военнопленных и граждан Объединённых Наций СВАГ до ноября 1947.
В резерве Главного управления кадров МО СССР с ноября 1947 по февраль 1948, затем на излечении в госпитале. После излечения в госпитале на пенсии с августа 1948.
Похоронен на Новодевичьем кладбище в Москве. Возглавлял организацию похорон и проводил их лично Ю. В. Андропов (в то время Председатель КГБ СССР).

### Звания
- полковник (23 декабря 1935).
- комбриг (31 августа 1938);
- генерал-майор (27 января 1943).

### Награды
- орден Ленина;
- 3 ордена Красного Знамени.
- медаль «XX лет РККА», 22 февраля 1938;
- знак «Почётный работник ВЧК—ГПУ (V)» № 593;
- знак «Почётный работник ВЧК—ГПУ (XV)» от 29 августа 1936;

## Семья
- Жена — Галина Николаевна Вершинина, урождённая ? (1926—2003), кандидат медицинских наук[6].